# Oleúde José Ribeiro
Oleúde José Ribeiro (* 19. September 1966 in Conselheiro Pena, Minas Gerais), auch bekannt als Capitão, ist ein ehemaliger brasilianischer Fußballspieler.

## Karriere
Capitão begann seine Profilaufbahn 1986 beim brasilianischen Cascavel EC. 1988 wechselte er zum Erstligisten Portuguesa. 1994 wechselte er zum japanischen Erstligisten Verdy Kawasaki. Mit dem Verein wurde er 1994 japanischer Meister. 1995 kehrte er zu Portuguesa zurück. 1996 wurde er mit dem Verein Vizemeister der Campeonato Brasileiro de Futebol. Von 1998 bis 2005 war er außerdem noch bei den Vereinen FC São Paulo, Grêmio FBPA, Guarani FC, Botafogo FC (SP) und Portuguesa unter Vertrag. Ende 2005 beendete er seine Karriere als Fußballspieler.

## Erfolge
Verdy Kawasaki
- Japanischer Meister: 1994
- Japanischer Ligapokalsieger: 1994

São Paulo
- Staatsmeisterschaft von São Paulo: 1998

Grêmio
- Copa Sul: 1999